# Spurius Furius Medullinus
Spurius Furius Medullinus war römischer Konsulartribun im Jahre 400 v. Chr. Der Überlieferung nach gab es 400 v. Chr. ein sechsköpfiges Kollegium von Konsulartribunen. Spurius Furius Medullinus übte sein Amt gemeinsam mit Publius Licinius Calvus Esquilinus, Publius Maelius Capitolinus, Publius Manlius Vulso, Lucius Titinius Pansa Saccus und Lucius Publilius Philo Vulscus aus. 
Er ist in den Fasti Capitolini als Sp. F[ur]ius L. f. Sp. n. Medullinus erwähnt, auch bei Diodor lautet sein Pränomen Spurius, bei Titus Livius ist als Vornamen Lucius überliefert. Jedoch muss bei den sonst bei Livius üblichen Iterationsziffern für die L. Furii Medullini, die in diesem Fall aber fehlen, und seiner in mehreren Fällen beobachtbaren Verwechslung von Vornamen in der gens der Furii davon ausgegangen werden, dass der Vorname Spurius korrekt ist. Folgt man den Angaben der Fasti Capitolini, so war Spurius Furius Medullinus der Bruder des siebenfachen Konsulartribunen Lucius Furius Medullinus und der Vater jenes gleichnamigen Lucius Furius Medullinus, der 381 und 370 v. Chr. Konsulartribun war und 363 v. Chr. zusammen mit Marcus Fabius Ambustus das Amt des Censors bekleidete.